# Catatua-ocidental
Catatua-ocidental (Cacatua pastinator)é uma espécie de cacatua branca endémica do sudoeste da Austrália.

## Taxonomia
Cacatuidae é uma das três famílias da grande e diversa ordem aviária Psittaciformes que consiste em 370 espécies. As cacatuas se distinguem de outros papagaios por cinco características morfológicas principais - uma crista, falta de textura "verde" na plumagem, penugem natal amarela, vesícula biliar e fossa temporal da ponte.
O catatua-ocidental consiste em duas subespécies geograficamente isoladas, Cacatua pastinator butleri e Cacatua pastinator pastinator.
Uma dessas duas populações isoladas ocorre na região norte do cinturão de trigo no sudoeste da Austrália, a outra, composta por pássaros maiores, ocorre no extremo sudoeste da Austrália Ocidental. O Cacatua pastinator butleri do norte consiste geralmente em pássaros menores do que o Cacatua pastinator pastinator do sul, o que indica que as duas populações podem ter sido conectadas clinalmente.
O Australian Faunal Directory, citando uma classificação de Johann Georg Wagler do gênero Licmetis, reconhece esta espécie dentro de um arranjo subgenérico como Cacatua ( Licmetis ) pastinator conforme determinado em uma revisão publicada em 1987. Duas subespécies são reconhecidas, o nome Cacatua ( Licmetis ) pastinator pastinator e Cacatua ( Licmetis ) pastinator derbyi Mathews, 1916. Isso foi publicado por Gregory Mathews para descrever um espécime que foi obtido na região norte de Wheatbelt, a rotulagem reconhecida pelo colecionador JT Tunney, que mais tarde foi anotada como "Derby" e presumida por Mathews para se referir a Derby, Austrália Ocidental . O nome da subespécie, apesar do aparente erro de localização, foi reconhecido por Richard Schodde no Catálogo Zoológico da Austrália, 1997.

## Descrição

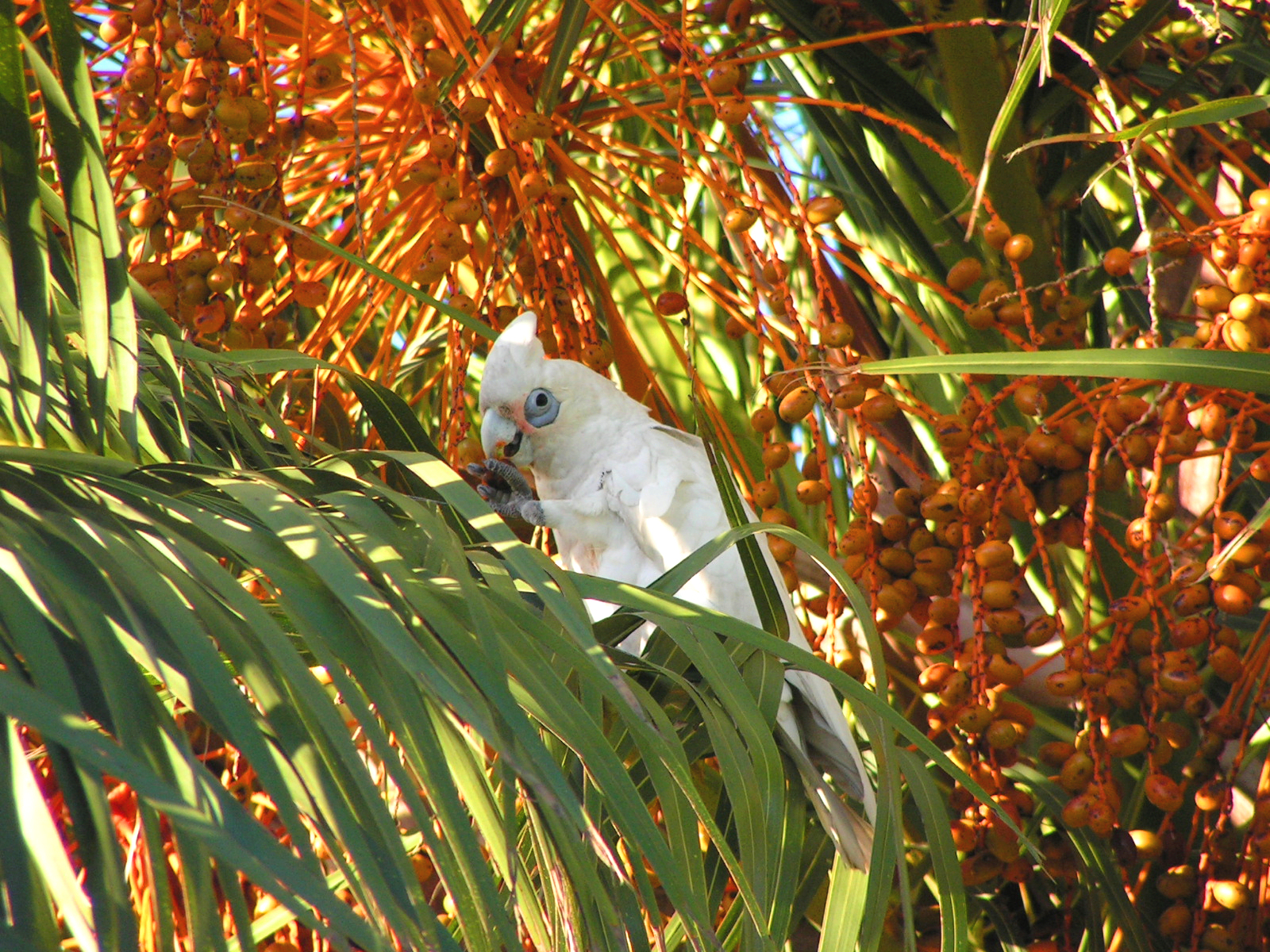
Cacatua pastinator pastinator em Perth, Austrália Ocidental

Cacatua pastinator é uma cacatua branca com a asa superior inteiramente branca e a face inferior da asa amarela pálida. Tem uma crista branca ereta, pele azul acinzentada nos olhos, coloração rosa carmesim entre os olhos e o bico, uma pequena mancha rosa na garganta e bico longo e pontiagudo. Cacatua pastinator não possui dimorfismo sexual e os sexos são difíceis de distinguir. O sexo de Cacatua pastinator não pode ser determinado com base na cor dos olhos ou na plumagem, mas observações de casais revelaram que os machos são maiores que as fêmeas e têm um canto de alarme mais profundo. Cacatua pastinator é uma cacatua atarracada de tamanho médio, com asas largas e arredondadas, cauda curta e crista geralmente achatada. Os adultos de Cacatua pastinator pastinator variam em comprimento de 43 a 48 cm e pesam 560-815 g. A subespécie do norte, Cacatua pastinator butleri, é uma ave menor com adultos de 40 a 48 cm de comprimento e pesando até 700 g. O bico é branco acinzentado opaco, as pernas cinza escuro e a mandíbula superior tem uma ponta longa. As partes inferiores geralmente ficam manchadas ou sujas como resultado da alimentação no solo e da escavação.

## Distribuição e habitat
As duas populações separadas descritas como subespécies ocorrem no sudoeste da Austrália Ocidental. A população que ocorre no cinturão de trigo do norte do sudoeste da Austrália consiste em 5.000 a 10.000 aves, enquanto a população no extremo sudoeste da Austrália Ocidental consiste em aproximadamente 1.000 aves. Cada uma das duas populações isoladas consiste em uma das subespécies identificadas. A Cacatua pastinator butleri ocorre no cinturão de trigo norte e central da Austrália Ocidental, enquanto a Cacatua pastinator pastinator ocorre na área sudoeste da Austrália Ocidental.
Registos históricos indicam que a espécie era comum na época da colonização da Austrália Ocidental e continuou a ser vista em grandes bandos durante o século XIX. A ausência de registos do antigo colecionador John Gilbert sugere que este espécie era abundante e omnipresente.
O habitat do Cacatua pastinator consiste em terrenos ondulados de baixo relevo (menos de 100 m) com mais de 90% da vegetação nativa desmatada para cultivo de trigo e ovelhas. As restantes comunidades de vegetação arbustiva e florestal estão restritas a pequenas manchas isoladas e reservas rodoviárias. Habitat crítico para Cacatua pastinator compreende grandes eucaliptos e outras árvores (vivas ou mortas) em áreas florestais ou como piquetes solitários e vegetação de beira de estrada, espécies de árvores preferidas são Corymbia calophylla, Eucalyptus marginata, Eucalyptus rudis, Eucalyptus cornuta e a casca de papel, Melaleuca preissiana.
Cacatua pastinator exibiu três fases de padrões de movimento dentro do cinturão de trigo central da Austrália Ocidental, essas fases dependem da idade das aves. A reprodução ocorre na primavera, após o nascimento dos filhotes, os grupos familiares se juntam a bandos imaturos e se mudam para locais de alimentação no verão, durante o mês seguinte os filhotes são desmamados e os pais voltam para o local de reprodução durante o período de janeiro a março, o os juvenis não retornam até maio ou junho. Embora haja alguma dispersão para outras áreas de reprodução, a maioria dos indivíduos exibe apego à sua área natal, com alguns pássaros sendo conhecidos por retornar após estarem ausentes por até cinco anos.

## Ameaças e ações de recuperação
O hábito de algumas cacatuas de formar grandes bandos e sua capacidade de explorar os recursos fornecidos pelo homem muitas vezes as colocou em conflito com os proprietários de terras. A exploração de culturas de cereais durante o final de 1800 e início de 1900 resultou em tiroteios generalizados e envenenamento de grandes números de Cacatua pastinator, essa perseguição foi a causa provável de um rápido declínio no alcance de suas subespécies e no tamanho das suas populações. O declínio populacional da espécie foi examinado pelo ornitólogo da Austrália Ocidental Tom Carter, resumido em um relatório publicado pela Ibis em 1912. Na década de 1920, restavam apenas duas populações, a população do norte de Cacatua pastinator butleri e a população do sul de Cacatua pastinator pastinator, que diminuiu para aproximadamente 100 aves em 1921. A população do sul continuou a diminuir até a década de 1940. A população do norte se expandiu para o leste desde o início da década de 1930, após desenvolvimento agrícola. Desde o período de declínio na passagem para o século XX, a população de ambas as subespécies aumentou constantemente. Nos últimos 50 anos, a libertação da perseguição por proprietários de terras, juntamente com sua adaptabilidade, permitiu uma expansão do alcance no cinturão de trigo da Austrália Ocidental, que fornece alimentos e água em abundância.
Cacatua pastinator butleri não está listada como uma espécie de preocupação de conservação. Cacatua pastinator pastinator é listado como uma espécie de Fauna Especialmente Protegida – Anexo 4. Cacatua pastinator pastinator está listada pelo Comité Científico de Espécies Ameaçadas da Austrália Ocidental como Em Perigo usando as Categorias e Critérios da Lista Vermelha da IUCN (2001) e esta lista foi endossada pelo Ministro do Meio Ambiente da Austrália Ocidental. Cacatua pastinator pastinator foi listada como Vulnerável sob o Commonwealth Environment Protection and Biodiversity Conservation Act de 1999.
Ameaças para Cacatua pastinator pastinator incluem:
- Morte por caça ilegal e envenenamento
- Perda de habitat
- Mudanças no uso da terra
- Escassez de ninho oco
- Competição por cavidades de ninho disponíveis e matança por abelhas assilvestradas.[6]

Ações de recuperação identificadas para Cacatua pastinator pastinator incluem:
- Procurar financiamento necessário para implementar futuras ações de recuperação
- Determinar números populacionais, distribuição e movimentos
- Identificação de fatores que afetam o número de tentativas de reprodução e o sucesso da reprodução e gerir as cavidades dos ninhos para aumentar o recrutamento
- Mapear o habitat de alimentação e reprodução crítico para a sobrevivência de todas as populações selvagens e translocadas e preparar diretrizes de gestão para esses habitats
- Revegetar com árvores ocas preferidas
- Determinar e implementar maneiras de remover abelhas assilvestradas de cavidades de nidificação
- Produzir um kit informativo para ajudar a eliminar a matança ilegal e distribuir para a comunidade em geral
- Prevenir a propagação de populações não endémicas de Corella no sudoeste da Austrália Ocidental
- Coletar amostras de DNA e analisar para determinar o status taxonômico da subespécie Cacatua pastinator .[6]

## Comportamento
Cacatua pastinator é uma espécie icónica de ave na Austrália Ocidental. Eles costumam ser visíveis em grandes bandos de até 700 aves durante o verão, que se movem pelas áreas, passando dias ou semanas em qualquer local, alimentando-se e comportando-se de forma ruidosa. Os bandos de aves imaturas e casais reprodutores e o forrageamento ocorreram até 10 km das árvores onde têm o ninho. Os pares reprodutores tendem a ser estáveis, mas uma taxa moderada de divórcio de cerca de 15% foi observada.